# Al otro lado del río
Al Otro Lado Del Río é uma canção composta e cantada pelo músico uruguaio Jorge Drexler para o filme Diários de Motocicleta, de 2004. Além de ser encontrada no álbum com a trilha-sonora do filme, na discografia de Jorge Drexler ela aparece no álbum Eco.
A canção ganhou o Oscar de melhor canção original, sendo a primeira em língua espanhola, e a segunda em língua estrangeira, a ganhar este prêmio. O cerimonial responsável pela produção do 77o Oscar Awards considerou Jorge Drexler como "uma figura desconhecida no mundo", e temendo perder audiência, eles decidiram colocar o ator Antonio Banderas e o guitarrista Carlos Santana para interpretar a canção, o que acabou gerando uma série de críticas, à época. Jorge Drexler, quando foi receber o prêmio, cantou a canção a capella, como forma de protesto.

## Prêmios e Indicações
| Ano  | Prêmio                  | Indicação                                          | Resultado | Ref.              |
| ---- | ----------------------- | -------------------------------------------------- | --------- | ----------------- |
| 2005 | Oscar                   | Melhor Canção Original                             | Venceu    | [ 3 ] [ 4 ] [ 5 ] |
| 2005 | Grammy Latino           | Grammy Latino de Canção do Ano                     | Indicado  | [ 6 ]             |
| 2005 | World Soundtrack Awards | Canção original composta diretamente para um filme | Indicado  | [ 7 ]             |